# Jing Boran
Jing Boran (cinese semplificato: 井柏然; Shenyang, 19 aprile 1989) è un cantante e attore cinese.
È diventato famoso dopo aver vinto il primo posto alla competizione canora del 2007 del programma televisivo cinese My Hero. Insieme al vincitore del terzo posto, Fu Xinbo, ha poi formato una boy band di nome BoBo. Da allora, i due hanno pubblicato il loro primo ed unico album.

## Filmografia parziale
- The Equation of Love and Death (Lǐ mǐ de cāi Xiǎng), regia di Cao Baoping (2008)
- Hot Summer Days (Jiàndǎng wěiyè jiàndǎng wěiyè), regia di Wing Shya e Tony Chan (2010)
- Beginning of the Great Revival (Jiàndǎng Wěiyè), regia di Huang Jianxin e Sanping Han (2011)
- Love in Space (Quánqiú rèliàn), regia di Tony Chan e Wing Shya (2011)
- I soldati dell'imperatore (Xue di zi The Guillotines), regia di Andrew Lau (2012)
- The Bullet Vanishes (Xiao shi de zi dan), regia di Lo Chi-leung (2012)
- Repeat I Love You (Ying zi ai ren), regia di Yuen-Leung Poon (2012)
- Up in the Wind (Děng fēng lái), regia di Hua-Tao Teng (2013)
- Rise of the Legend (Huang feihong zhi yingxiong you meng), regia di Roy Chow (2014)
- Bride Wars (Xīnniáng dà zuòzhàn), regia di Tony Chan (2014)
- A Tale of Three Cities (Sān chéng jì), regia di Mabel Cheung (2015)
- Lost and Love (Shī gū), regia di Peng Sanyuan (2015)
- Il Regno di Wuba (Zhuō Yāo Jì), regia di Raman Hui (2015)
- Love O2O (Wéiwéi yīxiào hěn qīngchéng), regia di Zhao Tian-yu (2016)
- Time Raiders (Dàomù bǐjì), regia di Daniel Lee (2016)
- The Faces of My Gene (Zǔzōng shíjiǔ dài), regia di Guo Degang (2018)
- The Shadow Play (Fēng zhōng yǒu duǒ yǔ zuò de yún), regia di Lou Ye (2018)
- Le avventure di Wuba (Wū bā de màoxiǎn), regia di Raman Hui (2018)
- Us and Them (Hòulái de wǒmen), regia di Rene Liu (2018)
- The Climber (Pāndēng zhě), regia di Daniel Lee (2019)

## Doppiatori italiani
Nelle versioni in italiano dei suoi lavori, Jing Boran è stato doppiato da:
- Omar Vitelli ne Il Regno di Wuba[2]